# Gameragna
Gameragna è una frazione del comune di Stella, in provincia di Savona. Al censimento 2009 aveva 330 abitanti. I dati più recenti, forniti da https://italia.indettaglio.it/ita/liguria/savona_stella_gameragna.html , attestano che a Gameragna risiedono 208 abitanti, dei quali 105 sono maschi e i restanti 103 femmine. Di questi 208, 72 sono celibi o nubili (42 celibi e 30 nubili), 91 coniugati o separati di fatto, 12 separati legalmente, 12 divorziati e 21 vedovi.

## Geografia fisica

### Territorio
Il territorio di Gameragna, da cui deriva l'identificazione della frazione, fu stabilito solo nel XVI secolo con la creazione della parrocchia autonoma smembrata da San Martino. Si tratta della frazione posta più a sud, e confine con le frazioni di Stella San Martino, Stella San Giovanni, Sanda (del comune di Celle Ligure) e Albisola Superiore

## Caratteristiche
La sua particolare posizione, molto vicina alla costa, ha permesso a Gameragna di differenziarsi dalle altre frazioni di Stella per diversi aspetti. Innanzitutto è l'unica frazione che è formata da un'unica borgata, a differenza delle altre che sono costituite per la maggior parte da case sparse. Il piccolo centro storico è quindi caratterizzato da strette viuzze ed archivolti, dominati dalla chiesa parrocchiale e dall'oratorio. A Gameragna storicamente i tetti delle case sono sempre stati coperti da coppi in laterizio anziché da lastre di ardesia come nelle altre Stelle. Considerate le favorevoli condizioni climatiche e la scarsità di precipitazioni nevose, era un tempo anche l'unico zona del comune dove fosse diffusa la coltivazione dell'ulivo.

## Monumenti e luoghi d'interesse
- La parrocchiale di Santa Caterina in centro paese;
- l'oratorio dei Santi Sebastiano e Rocco.